# Unubore Deka
Unubore Deka (うぬぼれ刑事?), nota anche con il titolo internazionale Detective Lovesick, è una serie televisiva giapponese del 2010 trasmessa su TBS.

## Trama
Dopo essere stato lasciato dalla fidanzata Rie, l'investigatore Unubore ha attratto a sé una sorta di maledizione; nel corso delle proprie indagini, finisce infatti per innamorarsi sempre delle sospettate, e – una volta scoperta la loro colpevolezza – propone loro un'alternativa: venire arrestate o accettare di sposarlo. Per sua sfortuna, ogni volta le criminali preferiscono scontare la loro pena.